# イコール (ゆずの曲)
「イコール」はゆずの楽曲。14thアルバム『BIG YELL』に収録されている。また、2019年に行われた弾き語りドームツアー「ゆずのみ〜拍手喝祭〜」では日替わり曲として弾き語りで披露された。その内容は『ゆずのみ〜拍手喝祭〜 日替わり全曲集+1』に収録されている。
この曲はGReeeeNと合同の共作曲である。NTT東日本CMソング。

## 曲の詳細
1. イコール [4:33]
  - 作詞・作曲 : 北川悠仁/GReeeeN

## タイアップ
- NTT東日本 「笑顔編」「大切なもの編」「使命編」CMソング（イチロー出演）[3][4]